# Ursula Happe
Ursula Happe (Krey-) (Pomorskie, 20 de outubro de 1926 – Dortmund, 26 de março de 2021) foi uma nadadora alemã. Conquistou a medalha de ouro no Campeonato Europeu de Esportes Aquáticos de 1954 nos duzentos metros peito e nos Jogos Olímpicos de Verão de 1956 na mesma categoria. Foi introduzida ao International Swimming Hall of Fame em 1997.
A morte da nadadora foi divulgada em 31 de março de 2021.